# V416 Андромеды
V416 Андромеды (лат. V416 Andromedae) — одиночная переменная звезда в созвездии Андромеды на расстоянии (вычисленном из значения параллакса) приблизительно 43314 световых лет (около 13280 парсеков) от Солнца. Видимая звёздная величина звезды — от менее +14,7m до +11,7m.

## Характеристики
V416 Андромеды — красная пульсирующая переменная звезда, мирида (M) спектрального класса M. Эффективная температура — около 3293 K.